# Троєщина (село)
Троє́щина — село в Україні, в Полонській міській громаді Шепетівського району Хмельницької області. 
Населення становить 273 особи.

## Географія
Селом протікає річка Хомора, та притока Поганка.

## Історія
7 (20) листопада 1917 року, відповідно до Третього Універсалу Української Центральної Ради, увійшло до складу Української Народної Республіки.
Село постраждало в часі Голодомору 1932—1933 років, за різними даними померло до 25 осіб.
12 червня 2020 року, відповідно до розпорядження Кабінету Міністрів України № 727-р «Про визначення адміністративних центрів та затвердження територій територіальних громад Хмельницької області», увійшло до складу Полонської міської територіальної громади.
19 липня 2020 року, в результаті адміністративно-територіальної реформи та ліквідації Полонського району, село увійшло до складу Шепетівського району.

## Населення

### Мова
Розподіл населення за рідною мовою за даними перепису 2001 року:
| Мова       | Кількість | Відсоток |
| ---------- | --------- | -------- |
| українська | 273       | 100%     |

## Відомі люди
- Олицький Микола Васильович — колгоспник СВК "Лабунський".
- Охотський Ян Дуклан (бл. 1766-1848) — аббат, письменник, сучасник Юзефа Стемпковського.

## Галерея

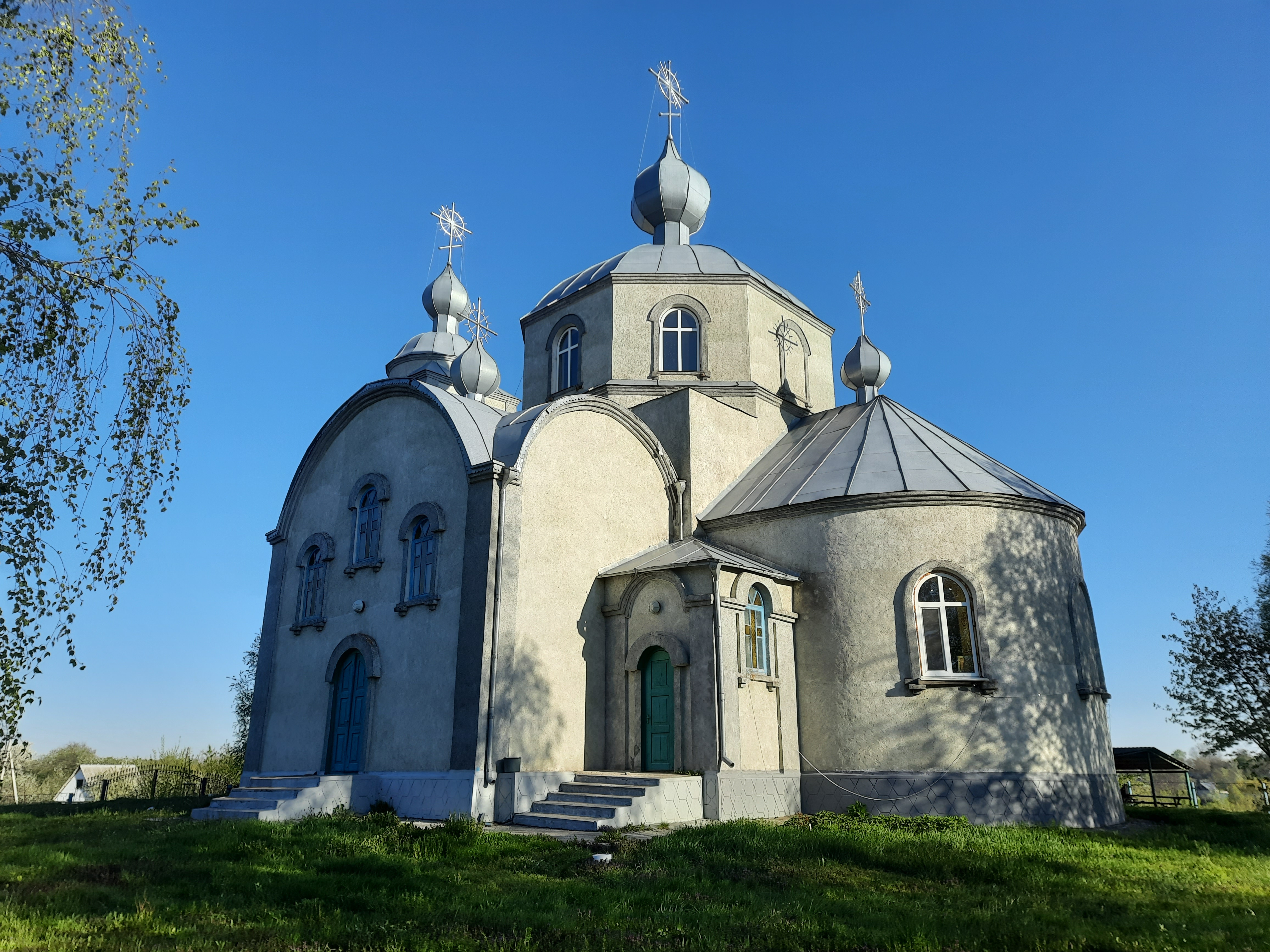
Покровська церква
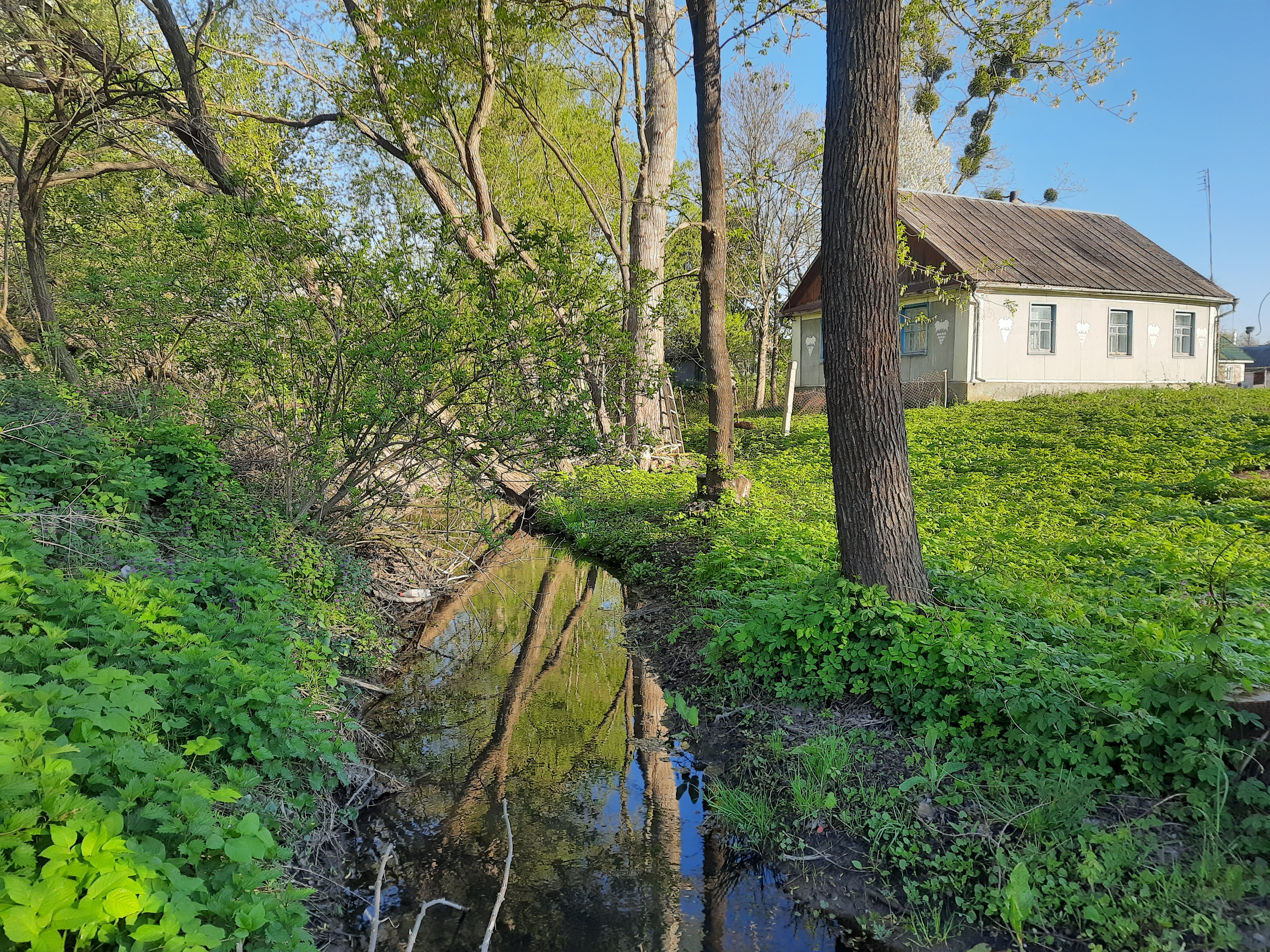
Сільські краєвиди